# Фуенте-Тохар
Фуенте-Тохар (ісп. Fuente-Tójar) — муніципалітет в Іспанії, у складі автономної спільноти Андалусія, у провінції Кордова. Населення — 772 особи (2010).
Муніципалітет розташований на відстані близько 330 км на південь від Мадрида, 70 км на південний схід від Кордови.
На території муніципалітету розташовані такі населені пункти: (дані про населення за 2010 рік)
- Ель-Каньюело: 5 осіб
- Ла-Кубертілья: 6 осіб
- Фуенте-Тохар: 754 особи
- Тодосайрес: 7 осіб

## Демографія
Динаміка населення (INE ):

## Галерея зображень

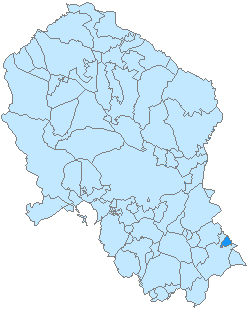
Розташування муніципалітету у провінції Кордова